# Trasfigurazione di Nostro Signore Gesù Cristo (Rom)

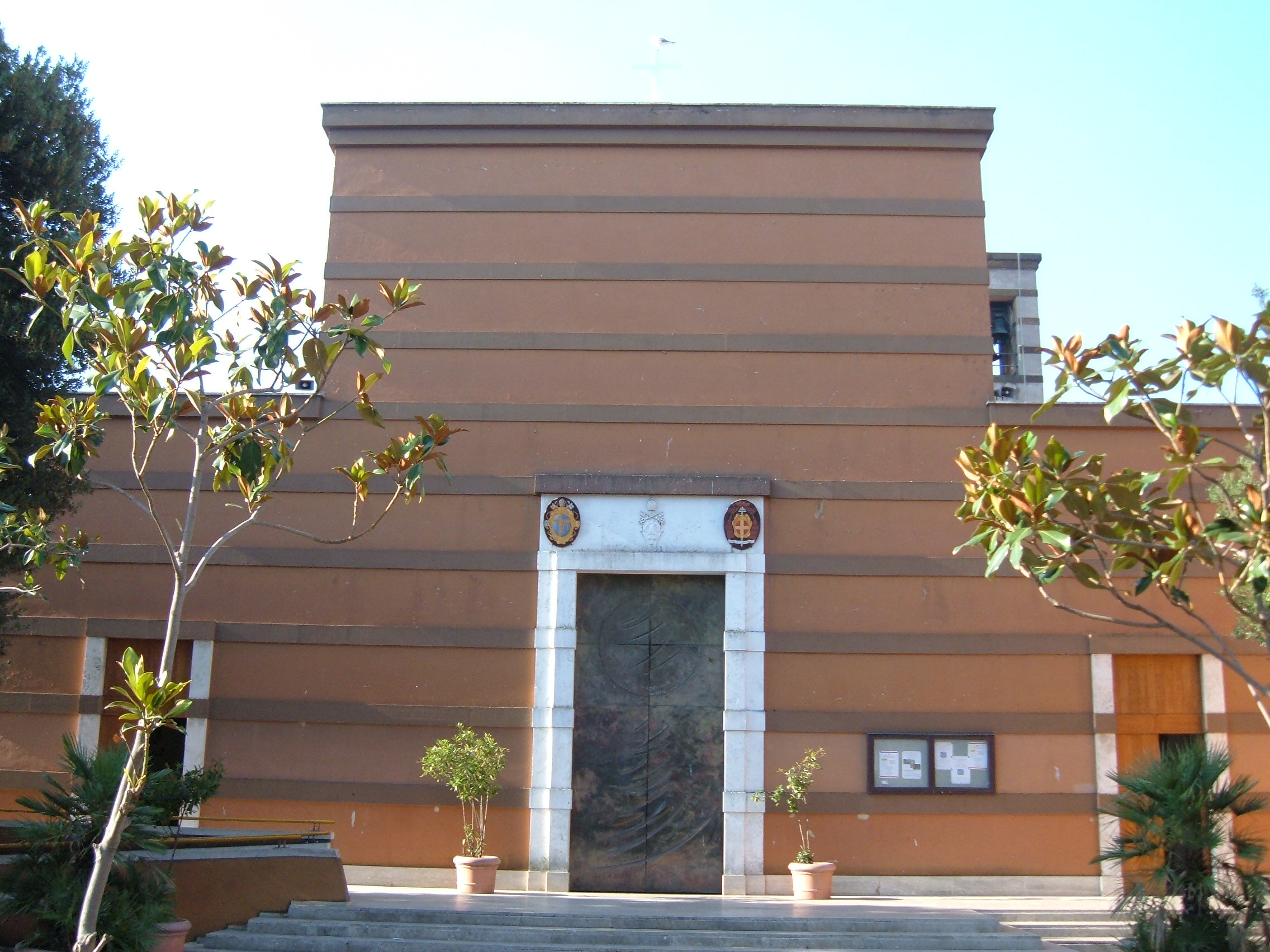

Trasfigurazione di Nostro Signore Gesù Cristo, auch Kurzform Trasfigurazione di Gesù, (lateinisch Transfigurationis Domini Nostri Iesu Christi) ist eine Titelkirche in Rom.

## Überblick
Die Pfarrgemeinde wurde mit dem Dekret Romanus pontifex durch Kardinalvikar Francesco Marchetti Selvaggiani am 18. Juni 1936 errichtet. Der Kirchenbau wurde nach einem Entwurf des Architekten Tullio Rossi in den Jahren 1934 bis 1936 erstellt.
Am 21. Februar 2001 erfolgte die Erhebung zur Titelkirche der römisch-katholischen Kirche durch Papst Johannes Paul II. Patrozinium ist Verklärung des Herrn (Trasfigurazione di Gesù). Sie ist zudem Pfarrkirche der Parrochia Trasfigurazione di Nostro Signore Gesù Cristo.
Der Kirchenbau hat den Grundriss einer Basilika mit einem zentralen Kirchenschiff mit sechs Einbuchtungen, einer Vierung und einer großen halbrunden Apsis. Alle Dächer der Hauptgebäude sind flach bis auf die Seitenkapelle. Die Kirche ist bekannt für seine byzantinischen Stilmalereien. Die Eingangstür aus Bronze in der altägyptisch gestalteten Eingangsfront mit der Breite von 2,50 und der Höhe von 5 Metern wurde von Pierangelo Pagani geschaffen. In der Apsis befindet sich eine Kopie des Gemäldes der Verklärung Christi von Raffaello Sanzio.
Die Kirche befindet sich an der Piazza della Trasfigurazione in der Via della Trasfigurazione 2 im römischen Quartier Gianicolense (Monteverde Nuovo).

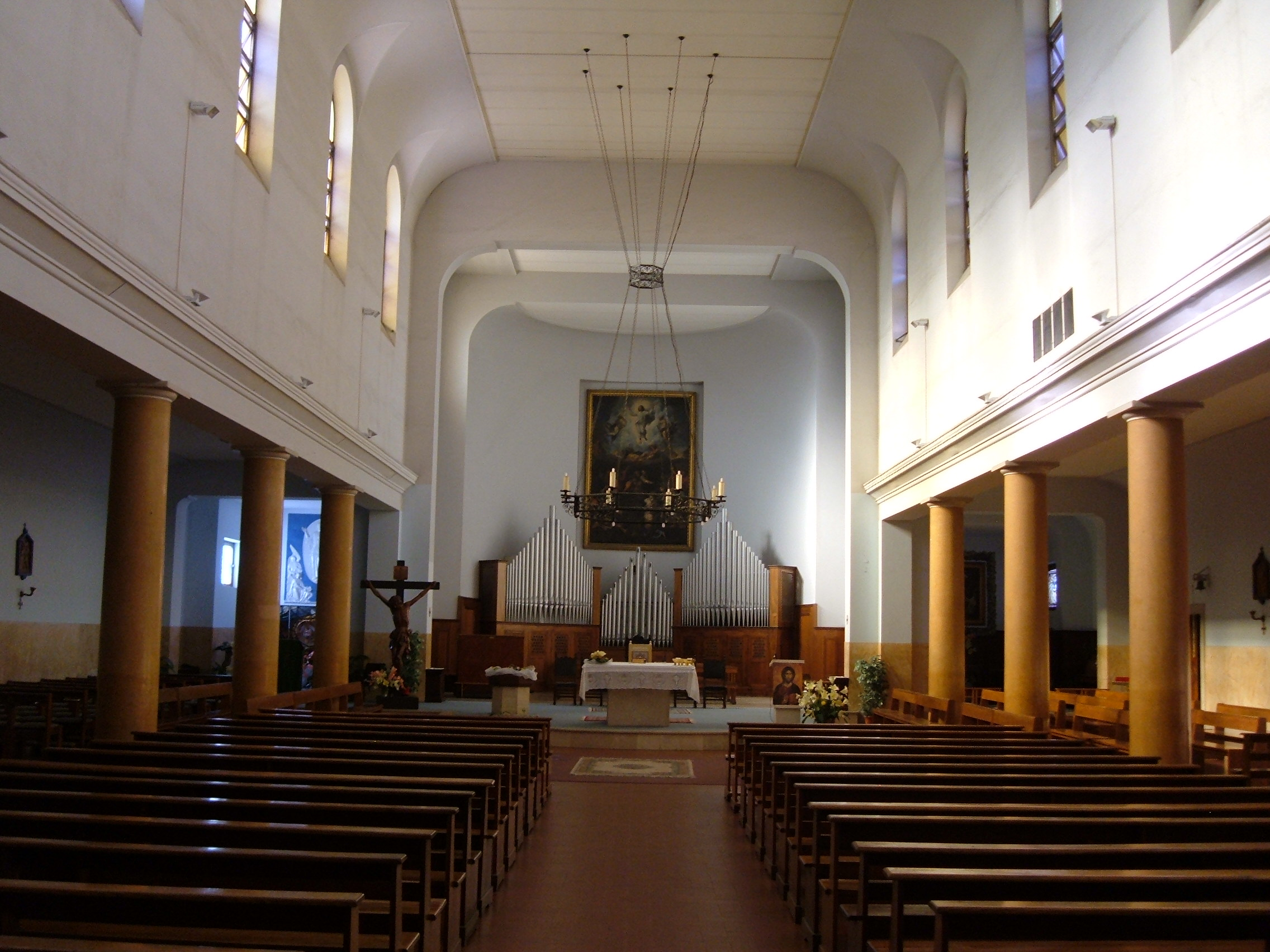
Innenraum mit Altarraum
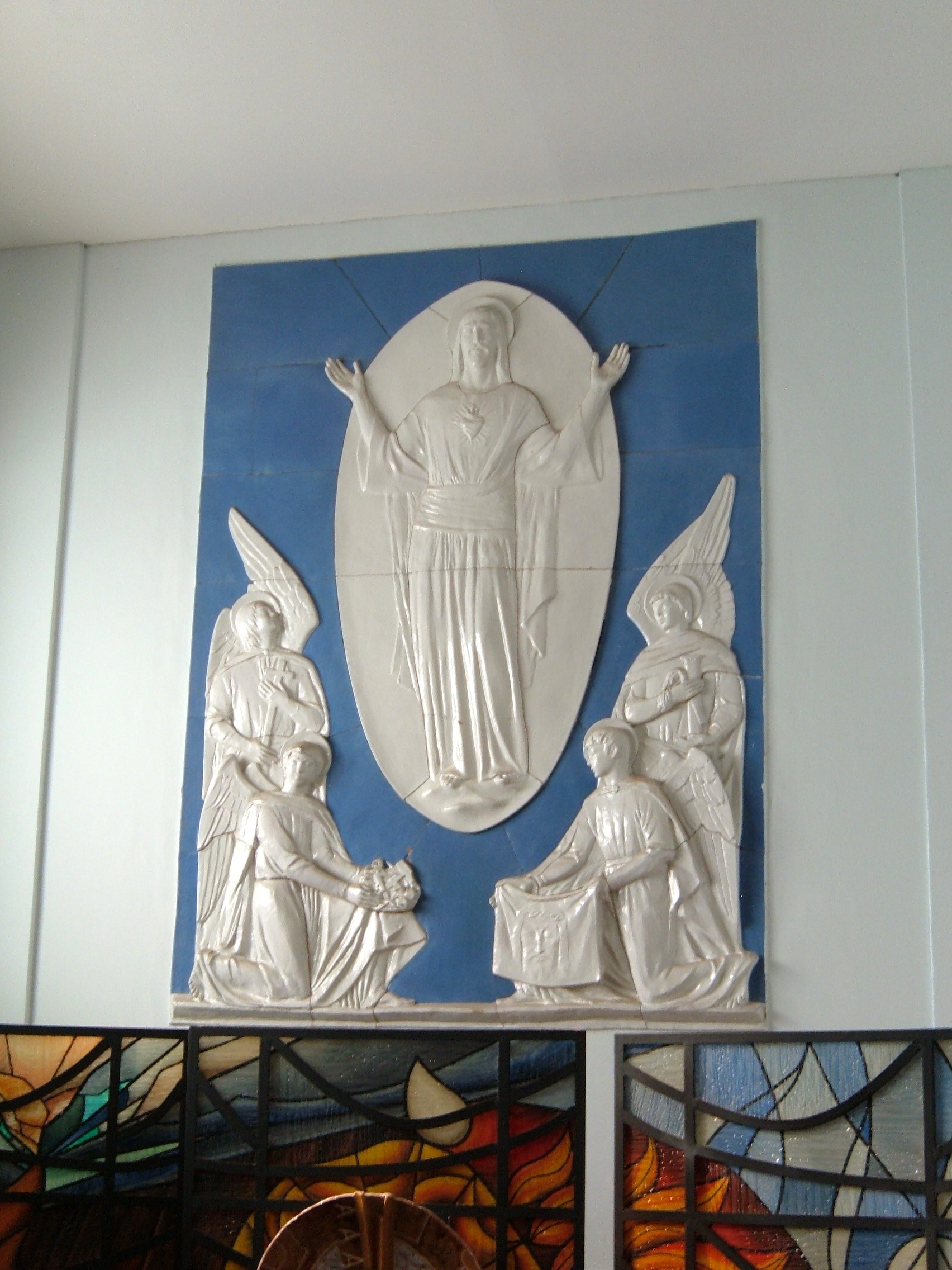
Der auferstandene Christus, umgeben von Engeln mit Leidenswerkzeugen

## Kardinalpriester
- Pedro Rubiano Sáenz, 21. Februar 2001–15. April 2024
- Pablo Virgilio Siongco David, seit 7. Dezember 2024